# 1306
1306 (MCCCVI) fue un año común comenzado en sábado del calendario juliano.

## Acontecimientos
- 25 de marzo: Roberto I es coronado rey de Escocia.
- Se lleva a cabo la Batalla del Ravi, el último intento del Kanato de Chagatai de conquistar el Sultanato de Delhi.

## Nacimientos
- Rodolfo II del Palatinado.

## Fallecimientos
- Profatius Judeus en Montpellier dejando un importante legado de traducciones.
- John III Comyn, Señor de Badenoch.
- Roberto II de Borgoña.
- Wenceslao III de Bohemia.